# 奥特施塔特
奥特施塔特是德国莱茵兰-普法尔茨州的一个市镇。总面积15.57平方公里，总人口3366人，其中男性1685人，女性1681人（2011年12月31日），人口密度216人/平方公里。